# Yenikarabağ, Sultandağı
Yenikarabağ là một xã thuộc huyện Sultandağı, tỉnh Afyonkarahisar, Thổ Nhĩ Kỳ. Dân số thời điểm năm 2011 là 82 người.